# Watanga Football Club
Le Watanga Football Club est un club libérien de football basé à Monrovia, et fondé en 1997.

## Histoire
Le club est fondé en 1997 après la première guerre civile libérienne et prend le nom d'un camp militaire de la banlieue de Monrovia. Le club joue à Paynesville sur le terrain annexe du complexe sportif Samuel-Kanyon-Doe (SKD Practice Pitch).
En 2005, le club est promu en première division. En 2012, le club atteint la finale de la Coupe du Liberia, mais perd contre l'équipe réserve des Barrack Young Controllers.
En 2021, le Watanga FC joue sa deuxième finale de la coupe nationale, mais perd également contre MC Breweries. La saison suivante, le club remporte son premier trophée national en gagnant le titre de champion du Liberia.
En fin de saison 2022-2023, le club terminera 3e du championnat mais se qualifiera de nouveau pour une compétition continentale, en étant de nouveau finaliste malheureux en Coupe du Liberia, mais comme la saison passée il ne passera pas le premier tour.
En 2023-2024, le Watanga FC gagne son deuxième titre de champion, et pour sa troisième participation en compétition de la CAF sera de nouveau éliminé au premier tour, cette fois-ci après deux défaites contre MC Alger.

## Palmarès
- Championnat du Liberia
  - Champion : 2022, 2024
- Coupe du Liberia
  - Finaliste : 2012, 2021, 2023
- Supercoupe du Liberia
  - Vainqueur : 2024